# Rody Hoegee
Rody Hoegee (Goes, 18 januari 1977) is een Nederlands voormalig profvoetballer.
Hoegee kwam als keeper uit voor onder meer Sparta Rotterdam, FC Dordrecht en SC Cambuur. Hij was ook Nederlands jeugdinternational en was reservedoelman op het wereldkampioenschap voetbal onder 20 - 1995. Na zijn spelersloopbaan was hij werkzaam als golfleraar. Hij was een jaar keeperstrainer in de jeugd bij Feyenoord. Sinds 2013 is Hoegee keeperstrainer bij FC Dordrecht. In het seizoen 2015/16 zat hij nog enkele keren als reservedoelman op de bank bij Dordrecht. In 2017 stopte hij als keeperstrainer bij FC Dordrecht maar na één jaar keerde hij weer terug in dezelfde functie. In januari 2019 vertrok hij weer na een rel met hoofdtrainer Claudio Braga. Vanaf medio 2022 is hij wederom keeperstrainer bij FC Dordrecht. Sinds medio 2023 is hij tevens keeperstrainer bij het Nederlands voetbalelftal onder 18.